# Clytia brevicyatha
Clytia brevicyatha är en nässeldjursart som beskrevs av Mammen 1965. Clytia brevicyatha ingår i släktet Clytia och familjen Campanulariidae.
Artens utbredningsområde är Indiska oceanen. Inga underarter finns listade i Catalogue of Life.